# Церковь Святой Екатерины (Франкфурт-на-Майне)

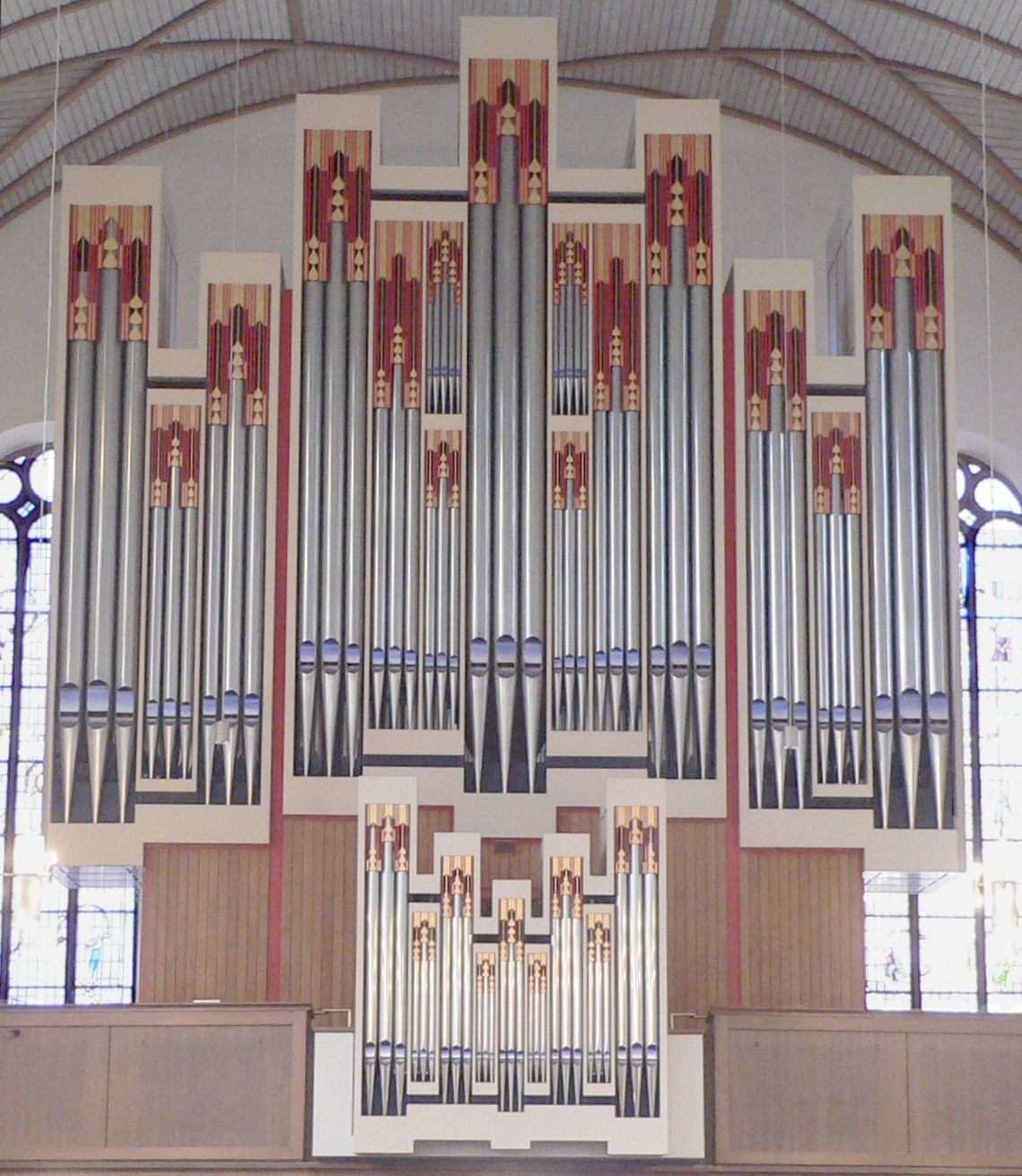
Трубы органа в Церкви Святой Екатерины.

Це́рковь Свято́й Екатери́ны  (нем. Katharinenkirche) — самая большая лютеранская церковь во Франкфурте-на-Майне, построена в 1681 году в честь раннехристианской святой и мученицы Екатерины Александрийской. Церковь расположена в центре города на одной из самых известных площадей «Гауптвахта».

## История
Строительство церкви было начато в 1678 году и закончено в 1681 году. Церковь была построена в стиле барокко, высотой 54 метра. Церковь была разрушена в результате жестоких бомбардировок города в 1944 году войсками союзников во время Второй мировой войны. Восстановление церкви происходило между 1950 и 1954 годами.